# حكيم جمعة
حكيم جمعة ممثل وكاتب ومخرج سينمائي سعودي، شارك في العديد من المسلسلات والأفلام السينمائية من أبرزها: مسلسل «رشاش»، ومسلسل «دكة العبيد»، وفيلم «قندهار». كما كتب وأخرج فيلم «كيان» الحاصل على جائزتين في مهرجان أفلام السعودية عام 2022م. حاصل على جائزة أفضل ممثل في مهرجان أفلام السعودية 2023م.

## التعليم
- خريج كتابة السيناريو في سندانس كولاب.[1]

## المشاركات
شارك في حفل توزيع جوائز الأوسكار بدورته الـ97 عام 2025م ضيفاً ضمن تغطية قناة الثقافية السعودية للحفل.

## أعماله ممثلاً

### الأفلام
| التاريخ | الفيلم                   | الدور | المصدر      |
| ------- | ------------------------ | ----- | ----------- |
| 2023م   | لا تروح بعيد (فيلم قصير) |       | [ 8 ]       |
| 2023م   | ملك الحلبة               |       | [ 9 ] [ 4 ] |
| 2023م   | قندهار                   | رسول  | [ 10 ]      |
| 2024م   | أحلام العصر              |       | [ 11 ]      |

### المسلسلات
| التاريخ | المسلسل         | الدور   | المصدر |
| ------- | --------------- | ------- | ------ |
| 2021م   | رشاش            | سلطان   | [ 12 ] |
| 2021م   | اختطاف          | بندر    | [ 13 ] |
| 2022م   | منهو ولدنا      | متعب    | [ 14 ] |
| 2022م   | ستوديو 22       |         | [ 15 ] |
| 2023م   | دكة العبيد      | معن     | [ 16 ] |
| 2024م   | دكة العبيد      |         |        |
| 2024م   | الخطة ب         | أبو ذيب | [ 17 ] |
| 2025م   | يوميات رجل عانس | عصام    | [ 18 ] |

## أعماله مخرجاً وكاتباً
| التاريخ | العمل        | ملاحظات       |
| ------- | ------------ | ------------- |
| 2022م   | كيان (فيلم)  | كتابة وإخراج. |
| 2025م   | طراد (مسلسل) | إخراج.        |

## الجوائز والتكريم
- جائزة أفضل ممثل في مهرجان أفلام السعودية (الدورة التاسعة) 2023م، وذلك عن دوره في فيلم «لا تروح بعيد».[22]